# Isländische Sprache

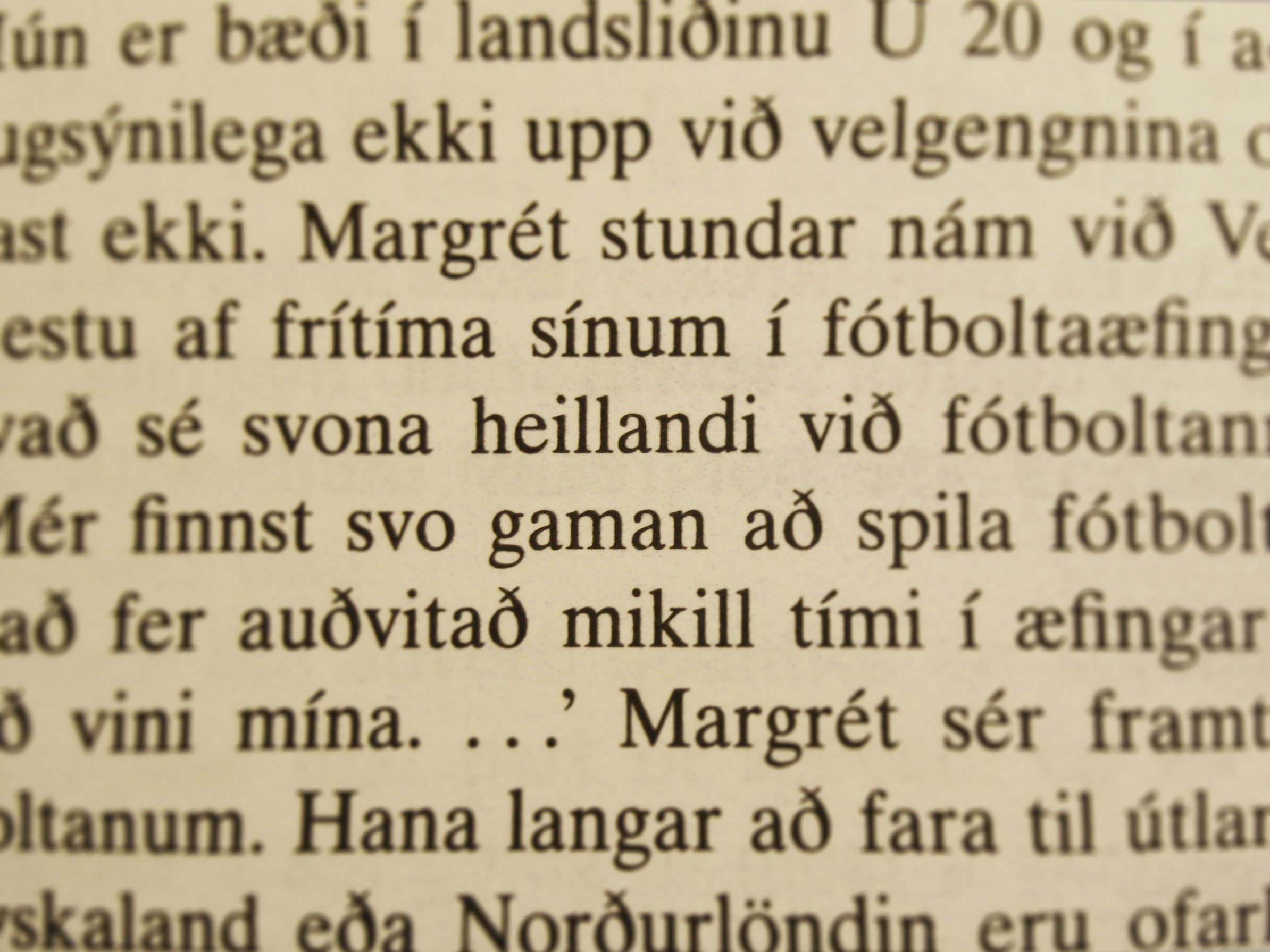
Isländisch in einem Buch

Isländisch (isländisch íslenska) ist eine Sprache aus dem germanischen Zweig der indogermanischen Sprachfamilie. Sie ist die Amtssprache in Island. Derzeit wird Isländisch von etwas mehr als 300.000 Menschen im täglichen Sprachgebrauch verwendet. In Abgrenzung vom Altisländischen wird die Sprache vor allem im linguistischen Kontext auch als Neuisländisch bezeichnet.

## Geschichte
Das heutige Isländisch geht auf das Altisländische zurück, das im Hoch- und Spätmittelalter gesprochen und geschrieben wurde. Die Siedler Islands stammten zu einem großen Teil von der Südwestküste Norwegens, weshalb Altisländisch und Altnorwegisch sich nur marginal unterschieden und noch heute zwischen den südwestnorwegischen Dialekten, dem Isländischen sowie dem Färöischen die verhältnismäßig größte Nähe besteht. Die Isolation Islands hat allerdings dazu geführt, dass es sich (zusammen mit dem Färöischen) in den letzten tausend Jahren im Bereich der Formenlehre (Morphologie) kaum verändert hat und somit noch heute dem Altnordischen ähnelt. Grammatikalische Eigenheiten, die in anderen Sprachen im Laufe ihrer Entwicklung reduziert oder ganz aufgegeben wurden, blieben im Isländischen weitestgehend erhalten, wogegen das Lautsystem – besonders der Vokalismus – sich erheblich geändert hat.
Im Laufe der frühen Neuzeit war das Isländische allerdings vielen Einflüssen aus dem Dänischen beziehungsweise dem Niederdeutschen unterworfen. So war die Übersetzung des Neuen Testaments von Oddur Gottskálksson 1540 stark dänisch-niederdeutsch beeinflusst (zahlreiche mit for- präfigierte Verben wie forheyra, forganga, forlíkja, fornema, forblinda, forlíta usw., dann auch etwa blífa, skikka, bítala, dára, slekti usw.). Die Übersetzung von Corvinus Postilla (1546) führte weitere Teutonismen wie bíkenna, innplantaður, fortapaður ein. Auch die Korrespondenz von Bischof Gissur Einarsson von Skálholt (16. Jahrhundert) weist zahlreiche niederdeutsche Einflüsse auf wie hast, forskulda, fornægilse, bilæti, hýra und befalning auf. Erst die Bibelübersetzung von Bischof Guðbrandur Þorláksson von 1584 zeigt weniger ausländischen Einfluss. Das 17. Jahrhundert wird von Halldór Hermannsson als Epoche des „stetigen Niedergangs der Sprache“ bezeichnet. Gleichzeitig wurde allerdings mit dem Sammeln alter Schriften begonnen, und drei Wörterbücher (1650, 1654/83, 1691) sowie die Grammatik von Runólfur Jónsson (1651) zeigen erste Gegenbewegungen an. Berichte von Eggert Ólafsson und Björn Pálsson, die im 18. Jahrhundert mit Unterstützung der Dänischen Akademie der Wissenschaften Island bereisten, sowie von Árni Magnússon und Páll Vídalín besagten, dass „bestes, reinstes“ Isländisch im Osten der Insel gesprochen werde, gutes auch im Norden, wogegen der Süden unter dem Einfluss der Händler, der Lateinschule in Skálholt und der Reformation „völlig korrumpiert“ sei. Im Norden hingegen stütze die Presse in Hólar sowie die Sitte, die alte Sagaliteratur laut vorzulesen, die alte Sprache. Eggert Ólafsson zeigte großes Engagement für die isländische Sprache, musste allerdings für seine Werke ein Glossar zur Erklärung seines archaischen Wortschatzes und seiner Rechtschreibung veröffentlichen. Auf der andern Seite plädierte in dieser Zeit der Rektor von Skálholt für die vollständige Einführung des Dänischen. Vonseiten Dänemarks gab es jedoch nie Versuche, Island zu danisieren; vielmehr hatten mehrere königliche Reskripte (1743 betreffend die Schule, 1751 betreffend die Zweisprachigkeit der Gesetze, 1753 betreffend den Gebrauch des Isländischen in Petitionen) zum Ziel, die Rechte des Isländischen festzuhalten – Absichten, die freilich in der Praxis oft nur ungenügend umgesetzt wurden.
Die Wende kam um 1800: 1779 wurde die Isländische Literaturgesellschaft (Hið íslenzka Lærdómslistafélag) gegründet; 1811 veröffentlichte Rasmus Christian Rask – der sich bei seinem vorangehenden Besuch der Insel über die isländisch-dänische Mischsprache in Reykjavík gewundert hatte – seine altisländische Grammatik (Vejledning til det islandske eller gamle nordiske Sprog), 1814 Björn Halldórsson sein dreisprachiges Lexicon Islandico-Latino-Danicum, und 1814/18 gewann Rask die Preisfrage der Königlich Dänischen Akademie zum Thema Altnordisch mit seiner Schrift Undersøgelse om det gamle nordiske eller islanske Sprogs Oprindelse („Untersuchung zum Ursprung der alten nordischen oder isländischen Sprache“). Bei einem Besuch auf Island war er entsetzt über den Zustand der Sprache im Süden der Insel, worauf er 1816  die Isländische Literarische Gesellschaft gründete. Im gleichen Jahr gab die isländische Bibelgesellschaft eine neue, sprachlich sorgfältige Übersetzung der Heiligen Schrift heraus, der in kurzen Abständen weitere Revisionen folgten. 1835 wurde die sprachpflegerische Publikation Fjölnir gegründet. Ab 1844 mussten dänische Beamte auf Island die Landessprache beherrschen, und 1848 wurde an der Universität Kopenhagen eine Professur für Isländisch eingerichtet. Gestritten wurde hingegen noch lange um die Orthographie: Nachdem im Zusammenhang mit der Übersetzung der Bibel nach dänischem Vorbild beispielsweise die Großschreibung der Substantive und die Buchstabenkombination aa für altes á um sich gegriffen hatten, kam es im frühen 19. Jahrhundert zur Rückbesinnung auf die altisländische Schreibweise: So führte beispielsweise 1827 das Íslenzka Bókmentafélag den Buchstaben ð wieder ein. Andere Versuche, etwa von Konráð Gíslason und von journalistischer Seite, die Schreibweise der realen Aussprache anzupassen, konnten sich dagegen nicht durchsetzen, und aussprachenahe Schreibungen wie je wurden im 19. Jahrhundert wieder durch das etymologisierende altisländische é ersetzt. Überhaupt kamen im Rahmen zunehmender Loslösungsbestrebungen auch sprachpflegerische Ideen auf: Um die eigene Sprache von Einflüssen der dänischen Herrscher zu reinigen, wurde das Isländische anhand alter Schriftquellen rekonstruiert. 1918 schließlich wurde die Rechtschreibung mittels eines offiziellen Wörterbuchs der Regierung, das für Verwaltung und Schule Geltung hatte, amtlich festgelegt.
Das Isländische weist nur eine geringe dialektale Vielfalt auf, ganz im Gegensatz zum benachbarten Färöischen, das aufgrund der geographischen Struktur des Archipels eine große Anzahl unterschiedlicher Dialekte kennt. Während sich im Färöischen innersprachliche Unterschiede in allen linguistischen Subsystemen (Lautbildung, Formenbildung, Satzbildung und Wortschatz) bemerkbar machen, beschränken sie sich im Isländischen nahezu ausschließlich auf die phonetisch-phonologische Ebene und betreffen die anderen Bereiche lediglich in geringfügigem Ausmaß.
Das älteste im Original erhaltene Dokument in isländischer Sprache ist der Reykjaholtsmáldagi. Schon vor der Niederschrift der Edda und anderer dichterischer Werke (vermutlich ab dem 12. Jahrhundert) gab es in Island und anderen Teilen der nordischen Welt eine besondere Dichtersprache, in der nach bestimmten Regeln oft hochformalisierte Gedichte verfasst wurden. Die Dichter, die diese Gedichte in altwestnordischer (altisländischer) Sprache verfassten und vortrugen, nannte man „Skalden“. Sie benutzten poetische Umschreibungen (Kenninge und Heiti), die auf Figuren und deren Taten aus (nord-)germanischen Heldensagen und der (nord-)germanischen Mythologie anspielten.

## Wortschatz

### Reiche Differenzierungen
Das Isländische bietet in vielen Bereichen reiche Differenzierungen. So lautet etwa die Übersetzung des Wortes „gefleckt“ – je nachdem, auf welches Tier sich das Wort bezieht – skjöldóttur (Kuh), flekkóttur (Schaf) oder skjóttur (Pferd). Das Isländische unterscheidet des Weiteren zwischen Seehundmännchen (brimill) und -weibchen (urta), männlichem Lamm (gimbill) und weiblichem Lamm (gimbur) usw.

### Fremdwörter
Man achtet konsequent darauf, die Übernahme von Fremdwörtern so gering wie möglich zu halten. Neue Bezeichnungen erschafft man in der Regel aus dem vorhandenen Wortschatz. So entstand das Wort für „Computer“, tölva, aus den Wörtern tala, „Zahl“, und völva, „Wahrsagerin, Seherin“. Der Begriff für „Aids“, alnæmi, wurde aus al-, „all-“, und næmi, „Empfindlichkeit“, gebildet. Ein ähnliches Wort ist skrifstofa („Schreibstube“) für Büro. 
Dennoch gibt es eine beträchtliche Anzahl älterer Lehnwörter wie hótel („Hotel“) oder prestur („Priester“). Ein Anschwellen von Anglizismen ist ähnlich wie im Deutschen seit den 1950er Jahren zu bemerken. Seit 1964 besteht darum in Island ein eigenes Komitee, das für neue Begriffe rein isländische Ausdrücke findet.

## Alphabet
Das isländische Alphabet (erste Tabelle) umfasst 32 Buchstaben, die größtenteils den lateinischen entsprechen. Die regulären Vokalzeichen (einschließlich y, aber außer æ und ö) gibt es in einer zweiten Form mit Akzent. Die Buchstaben C, W, Q und Z kommen in isländischen Wörtern nicht vor. Im Fall des Buchstabens Z ist dies Folge einer nicht von jedem Schreiber befolgten Rechtschreibreform im 20. Jahrhundert. Zusätzlich zu den lateinischen gibt es die Buchstaben Ð/ð (stimmhaft, wie „weiches“ englisches th, wie z. B. in Englisch „this“ – aber mit heruntergebogener Zungenspitze, desgleichen der folgende), Þ/þ (dieser Buchstabe stammt aus dem Runen-Alphabet und wird stimmlos wie ein „hartes“ englisches th ausgesprochen wie in thing [θ]), Æ/æ (wie deutsches ei [ai̯]) und Ö/ö (wie deutsches ö [ø]). Zu beachten ist, dass die Buchstaben þ, æ und ö erst am Ende des Alphabets nach dem ý eingereiht sind. Die zweite Tabelle zeigt die Unicode-Nummern und die Tastenkombinationen unter Windows und X11 für die spezifisch isländischen Buchstaben.
| A / a | Á / á | B / b | D / d | Ð / ð | E / e | É / é | F / f |
| G / g | H / h | I / i | Í / í | J / j | K / k | L / l | M / m |
| N / n | O / o | Ó / ó | P / p | R / r | S / s | T / t | U / u |
| Ú / ú | V / v | X / x | Y / y | Ý / ý | Þ / þ | Æ / æ | Ö / ö |

| Name               | Zeichen | Unicode | Windows               | X11 (Linux)                                         | HTML    | LaTeX |
| ------------------ | ------- | ------- | --------------------- | --------------------------------------------------- | ------- | ----- |
| Eth, groß          | Ð       | U+00D0  | Alt+209 oder Alt+0208 | Alt Gr+⇧ Shift+D oder Compose, ⇧ Shift+D, ⇧ Shift+H | &ETH;   | \DH   |
| Eth, klein         | ð       | U+00F0  | Alt+208 oder Alt+0240 | Alt Gr+D oder Compose, D, H                         | &eth;   | \dh   |
| Thorn, groß        | Þ       | U+00DE  | Alt+232 oder Alt+02   | Alt Gr+⇧ Shift+P oder Compose, ⇧ Shift+T, ⇧ Shift+H | &THORN; | \TH   |
| Thorn, klein       | þ       | U+00FE  | Alt+231 oder Alt+0254 | Alt Gr+P oder Compose, T, H                         | &thorn; | \th   |
| A-E-Ligatur, groß  | Æ       | U+00C6  | Alt+146 oder Alt+0198 | Alt Gr+⇧ Shift+A oder Compose, ⇧ Shift+A, ⇧ Shift+E | &AElig; | \AE   |
| a-e-Ligatur, klein | æ       | U+00E6  | Alt+145 oder Alt+0230 | Alt Gr+A oder Compose, A, E                         | &aelig; | \ae   |

## Phonologie
Siehe auch: Isländische Aussprache

### Konsonanten
Bei den Plosiven hat das isländische Lautsystem eher einen Aspirations-Kontrast als einen Kontrast der Stimmhaftigkeit. Präaspirierte stimmlose Plosive sind ebenfalls anzutreffen. Die isländischen Frikative und Sonoranten zeigen regelmäßige Kontraste in der Stimmhaftigkeit. Das gilt auch für die Nasale, was in den Sprachen der Welt ein seltenes Phänomen ist. Darüber hinaus ist Länge kontrastiv für alle Phoneme mit Ausnahme der stimmlosen Sonoranten. Die Tabelle der Konsonantenphoneme und ihrer Allophone folgt der Darstellung bei Scholten (2000, S. 22).
|           | bilabial | labio- dental | dental | alveolar | palatal | velar | glottal |
| --------- | -------- | ------------- | ------ | -------- | ------- | ----- | ------- |
| Plosive   | pʰ p     |               | tʰ t   |          | cʰ c    | kʰ k  | ʔ       |
| Nasal     | m̥ m      |               | n̥ n    |          | ɲ̊ ɲ     | ŋ̊ ŋ   |         |
| Frikative |          | f v           | θ ð    | s        | ç j     | x ɣ   | h       |
| Trills    |          |               |        | r̥ r      |         |       |         |
| Laterale  |          |               |        | l̥ l      |         | ɬ ɮ   |         |

Die stimmhaften Frikative [⁠v⁠], [⁠ð⁠], [⁠j⁠] und [⁠ɣ⁠] erscheinen meistens weiter geöffnet als Approximanten (beispielsweise wird [⁠v⁠] zu [⁠ʋ⁠] und [⁠ɣ⁠] zu [⁠ɰ⁠]).
Der Status von [⁠c⁠] und [cʰ] als Phoneme oder als Allophone von /⁠k⁠/ und /kʰ/ ist Gegenstand der Diskussion. Auf der einen Seite impliziert das Vorhandensein von Minimalpaaren wie gjóla [couːla] „leichter Wind“ versus góla [kouːla] „Schrei“ und kjóla [cʰouːla] „Kleider“ versus kóla [kʰouːla] „Cola“, dass die palatalen Plosive Phonemstatus besitzen.
Nur die palatalen, nicht die velaren Plosive, können aber vor vorderen Vokalen erscheinen, und einige Linguisten (vgl. Rögnvaldsson 1993) plädieren daher für die zugrundeliegenden Formen [couːla] und [cʰouːla] für /kjoula/ und /kʰjoula/ sowie für einen phonologischen Prozess, der /k(ʰ)j/ in [c(ʰ)] überführt. Ob dieser Ansatz, der mit der Orthographie und Sprachgeschichte konformgeht, eine synchrone Realität darstellt, ist umstritten, da die zugrundeliegenden Formen in der Linguistik spekulativ und nicht messbar sind.
Die dentalen Frikative [⁠θ⁠] und [⁠ð⁠] sind Allophone eines Phonems. [⁠θ⁠] erscheint wortinitial, wie in þak [θaːk] „Dach“, und vor stimmlosem Konsonanten, wie in maðkur [maθkʏr] „Wurm“. [⁠ð⁠] steht intervokalisch, wie in iða [ɪːða] „Strudel“, und final wie in bað [paːð] „Bad“, kann aber am Phrasenende auch zu [⁠θ⁠] entstimmt werden.
Von den stimmlosen Nasalen erscheint nur [⁠n̥⁠] in wortinitialer Position, wie in hné [n̥jɛː] „Knie“. In letzter Zeit gibt es eine Tendenz, vor allem unter jungen Leuten, die Stimmlosigkeit hier aufzuheben (Beispiel hnífur [nivʏr] „Messer“ statt [n̥ivʏr]). Der palatale Nasal steht vor palatalem Plosiv, die velaren vor velaren Plosiven. [⁠ŋ⁠] steht auch vor [⁠l⁠] und [⁠s⁠], wegen des Ausfalls von [⁠k⁠] in den Konsonantenverbindungen [ŋkl] und [ŋks].
Die präaspirierten [hp ht hc hk] (zum Beispiel löpp [lœhp] „Fuß“) erscheinen nicht wortinitial. Die Doppelbuchstaben ⟨pp tt kk⟩ werden in der Regel nicht länger als die einfachen Konsonanten ⟨p t k⟩ gesprochen; sie bewirken aber eine Verkürzung des vorangehenden Vokals. Sie können aber situativ lang gesprochen werden, so unter anderem beim Sprechen mit kleinen Kindern.

### Vokale
Das Isländische hat 13 Vokalphoneme: 8 Monophthonge und 5 Diphthonge. Alle Vokale, auch die Diphthonge, können sowohl lang als auch kurz auftreten. Die Vokallänge ist aber kontextabhängig und damit nicht distinktiv.
|                  | vorn | zentral | hinten |
| ---------------- | ---- | ------- | ------ |
| geschlossen      | i    |         | u      |
| fast geschlossen | ɪ ʏ  |         |        |
| mittel           | ɛ œ  |         | ɔ      |
| offen            |      | ä       |        |

Die Diphthonge sind [ai], [au], [ei], [øy], [ou].
Die Vokale unterscheiden sich oft von ihren deutschen Entsprechungen:
- a [ä]: ähnlich deutsch a
- á [au]: ähnlich dt. au
- e [⁠ɛ⁠]: wie dt. ä
- é [jɛ]: wie je in dt. jetzt
- i / y [⁠ɪ⁠]: = (siehe nächstes Kapitel)
- í / ý [⁠i⁠]: = (siehe nächstes Kapitel)
- o [⁠ɔ⁠]: wie dt. o in Gott
- ó [ou]: ähnlich englisch o in rose
- u [⁠ʏ⁠]: wie dt. ü in küssen
- ú [⁠u⁠]: wie dt. u

- au [øy]: wie niederländisch ui, ähnlich wie dt. eu/äu
- æ [ai]: ähnlich dt. ei/ai
- ei [ei]: ähnlich nl. ei/ij.
- ö [œ]: ähnlich dt. ö in Körner

Vokallänge ist im Isländischen vorhersagbar (Orešnik und Pétursson 1977). Betonte Vokale oder Diphthonge sind generell länger als unbetonte. Nur betonte Vokale können aber auch phonologisch lang sein. Langvokale treten auf:
- wortfinal in einsilbigen Wörtern:
  - fá [fauː] „bekommen“
  - nei [neiː] „nein“
  - þú [θuː] „du“

- vor einfachem Konsonanten:
  - fara [ˈfaːra] „gehen“
  - hás [hauːs] „heiser“
  - vekja [ˈvɛːca] „wecken“
  - ég [jɛːɣ] „ich“
  - spyr [spɪːr] „(ich) frage“ (1. Person Singular)

- vor den Konsonantenverbindungen [pr tr kr sr], [pj tj sj], oder [tv kv sv]:
  - lipra [ˈlɪːpra] „agil“ (Akkusativ, feminin)
  - sætra [ˈsaiːtra] „süß“ (Genitiv, Plural)
  - akra [ˈaːkra] „Feld“ (Akkusativ, Plural)
  - hásra [ˈhauːsra] „heiser“ (Genitiv, Plural)
  - vepja [ˈvɛːpja] „Kiebitz“
  - letja [ˈlɛːtja] „jmdn. von etw. abbringen“
  - Esja [ˈɛːsja] Eigenname (ein Berg)
  - götva [ˈkœːtva] wie in uppgötva „entdecken“
  - vökva [ˈvœːkva] „wässern“ (Verb)
  - tvisvar [ˈtʰvɪːsvar] „zweimal“

Vor anderen Konsonantenverbindungen sowie den präaspirierten Lauten [hp ht hk] und den Geminaten sind betonte Vokale kurz. Beispiele:
- Karl [kʰartl̥] Eigenname
- standa [ˈstanta] „stehen“
- sjálfur [ˈsjaulvʏr] „selbst“
- kenna [ˈcʰɛnːa] „lehren“
- fínt [fin̥t] „fein“
- loft [lɔft] „Luft“
- upp [ʏhp] „auf“
- ætla [ˈaihtla] „werden“ (Verb)
- laust [løyst] „lose“

### Die i-Vokale
Im Deutschen sind alle langen i gespannt, alle kurzen i nicht; im Isländischen existieren dagegen alle vier Möglichkeiten. Die Schrift unterscheidet das gespannte i durch das Akzentzeichen.

## Morphologie (Formenlehre)
Das Isländische verfügt über eine reichhaltige Vielfalt an Formen bei den flektierbaren Wortarten Pronomen, Substantiv, Verb, Adjektiv und Zahlwort, die eine ziemliche Schwierigkeit beim Erlernen der Sprache darstellen. Im Folgenden sind Flexionsbeispiele für alle relevanten Wortklassen aufgeführt.

### Personalpronomen
Im Isländischen werden Personalpronomina wie im Deutschen durch vier Fälle gebeugt. In der 3. Person werden drei Geschlechter (Genera) unterschieden, die zusätzlich durch ein geschlechtsneutrales Pronomen ergänzt werden. Dieses geschlechtsneutrale hán wurde dem schwedischen hen und dem finnischen hän nachgeahmt. Es ist noch nicht klar, in welchem Ausmaß sich das Wort durchsetzt. Eine Übersicht über die Flexion der Personalpronomina:
| Singular | 1. Person    | 2. Person    | 3. Person (m) | 3. Person (f)  | 3. Person (n) | 3. Person (geschlechtsneutral) |
| -------- | ------------ | ------------ | ------------- | -------------- | ------------- | ------------------------------ |
| nom:     | ég (ich)     | þú (du)      | hann (er)     | hún (sie)      | það (es)      | hán                            |
| akk:     | mig (mich)   | þig (dich)   | hann (ihn)    | hana (sie)     | það (es)      | hán                            |
| dat:     | mér (mir)    | þér (dir)    | honum (ihm)   | henni (ihr)    | því (ihm)     | háni                           |
| gen:     | mín (meiner) | þín (deiner) | hans (seiner) | hennar (ihrer) | þess (seiner) | háns                           |

Anders als im Deutschen findet eine Unterscheidung nach Geschlechtern auch im Plural der 3. Person statt. Dabei wird die Neutrumform þau für gemischte Personengruppen und damit am häufigsten verwendet; die maskuline und feminine Form passen nur für Gruppen mit identischem Geschlecht.
| Plural | 1. Person     | 2. Person    | 3. Person (m)  | 3. Person (f)  | 3. Person (n)  | 3. Person (geschlechtsneutral) |
| ------ | ------------- | ------------ | -------------- | -------------- | -------------- | ------------------------------ |
| nom:   | við (wir)     | þið (ihr)    | þeir (sie)     | þær            | þau            | þau                            |
| akk:   | okkur (uns)   | ykkur (euch) | þá (sie)       | þær            | þau            | þau                            |
| dat:   | okkur (uns)   | ykkur (euch) | þeim (ihnen)   | þeim (ihnen)   | þeim (ihnen)   | þeim (ihnen)                   |
| gen:   | okkar (unser) | ykkar (euer) | þeirra (ihrer) | þeirra (ihrer) | þeirra (ihrer) | þeirra (ihrer)                 |

Zur Anrede einer Person dient im Isländischen stets das Pronomen þú, es wird also – wie heute in skandinavischen Ländern üblich – grundsätzlich geduzt (und jeder mit dem Vornamen angesprochen). Nur den Präsidenten oder Bischof des Landes spricht man bei festlichen Anlässen mit dem ansonsten veralteten Höflichkeitspronomen þér (gen.: yðar, dat. und akk.: yður) an. Des Weiteren existiert in Gedichten oder auch in der Nationalhymne noch die Form vér „wir“ (gen.: vor, dat. und akk.: oss) statt við (die im Altnordischen noch die Bedeutung „wir beide“ hatte).

### Reflexivpronomen
Anders als das Deutsche unterscheidet das Isländische beim Reflexivpronomen (Dt.: sich) verschiedene Kasusformen:
| Kasus | Reflexiv |
| ----- | -------- |
| akk.  | sig      |
| dat.  | sér      |
| gen.  | sín      |

Eine weitere Besonderheit des isländischen Reflexivums, die es im Deutschen nicht gibt, ist der logophorische Gebrauch dieses Pronomens (Details siehe im verlinkten Artikel).

### Fragepronomina und -adverbien
Fragepronomina unterscheiden nach den drei Genera:
|      | Singular | Singular | Singular | Singular | Plural   | Plural  | Plural    |
|      | maskulin | feminin  | neutrum  | neutrum  | maskulin | feminin | neutrum   |
|      | Wer?     | Wer?     | Wer?     | Was?     | Wer?     | Wer?    | Wer?/Was? |
| ---- | -------- | -------- | -------- | -------- | -------- | ------- | --------- |
| nom: | hver     | hver     | hvert    | hvað     | hverjir  | hverjar | hver      |
| akk: | hvern    | hverja   | hvert    | hvað     | hverja   | hverjar | hver      |
| dat: | hverjum  | hverri   | hverju   | hverju   | hverjum  | hverjum | hverjum   |
| gen: | hvers    | hverrar  | hvers    | hvers    | hverra   | hverra  | hverra    |

Weitere wichtige Frageadverbien sind überdies: hvar „wo“, hvenær „wann“, hve „wie“, hvernig „wie, auf welche Weise“, af hverju „warum“, hvert „wohin“, hvaðan „woher“.

### Zahlwörter
Die Zahlwörter für 1 bis 4 werden im Isländischen flektiert und müssen mit dem jeweils betreffenden Substantiv in Genus und Kasus kongruieren:
|      | „eins“   | „eins“  | „eins“  | „zwei“    | „zwei“    | „zwei“    | „drei“   | „drei“   | „drei“   | „vier“     | „vier“     | „vier“     |
|      | maskulin | feminin | neutrum | maskulin  | feminin   | neutrum   | maskulin | feminin  | neutrum  | maskulin   | feminin    | neutrum    |
| ---- | -------- | ------- | ------- | --------- | --------- | --------- | -------- | -------- | -------- | ---------- | ---------- | ---------- |
| nom: | einn     | ein     | eitt    | tveir     | tvær      | tvö       | þrír     | þrjár    | þrjú     | fjórir     | fjórar     | fjögur     |
| akk: | einn     | eina    | eitt    | tvo       | tvær      | tvö       | þrjá     | þrjár    | þrjú     | fjóra      | fjórar     | fjögur     |
| dat: | einum    | einni   | einu    | tveim(ur) | tveim(ur) | tveim(ur) | þrem(ur) | þrem(ur) | þrem(ur) | fjórum     | fjórum     | fjórum     |
| gen: | eins     | einnar  | eins    | tveggja   | tveggja   | tveggja   | þriggja  | þriggja  | þriggja  | fjög(ur)ra | fjög(ur)ra | fjög(ur)ra |

Beim Abzählen usw. verwenden Isländer üblicherweise die maskulinen Formen der Numeralia. Hausnummern werden jedoch im Neutrum angegeben.
Ein Überblick über die wichtigsten unflektierbaren Kardinalzahlen:
| 5 bis 12 | 5 bis 12 |  | 13 bis 20 | 13 bis 20 |  | 30 bis 100 | 30 bis 100         |  | 200 +     | 200 +                             |
| 5        | fimm     |  | 13        | þrettán   |  | 30         | þrjátíu            |  | 200       | tvö hundruð                       |
| 6        | sex      |  | 14        | fjórtán   |  | 40         | fjörutíu           |  | 300       | þrjú hundruð                      |
| 7        | sjö      |  | 15        | fimmtán   |  | 50         | fimmtíu            |  |           | etc.                              |
| 8        | átta     |  | 16        | sextán    |  | 60         | sextíu             |  | 1000      | (eitt/ein) þúsund (n/f)           |
| 9        | níu      |  | 17        | sautján   |  | 70         | sjötíu             |  | 2000      | tvö þúsund (n)/ tvær þúsundir (f) |
| 10       | tíu      |  | 18        | átján     |  | 80         | áttatíu            |  |           | tvö þúsund (n)/ tvær þúsundir (f) |
| 11       | ellefu   |  | 19        | nítján    |  | 90         | níutíu             |  |           | etc.                              |
| 12       | tólf     |  | 20        | tuttugu   |  | 100        | (eitt) hundrað (n) |  | 1.000.000 | (ein) milljón (f)                 |

Eine vertiefende Übersicht der Zahlen ist im Wikiwörterbuch einzusehen (isländisch, deutsch).

### Substantive
Isländische Substantive werden ebenso wie deutsche in drei Genera unterteilt, nämlich Maskulina, Feminina und Neutra. Diese drei Genera werden im Unterschied zum Deutschen auch im Plural unterschieden. Dabei wird jedes Wort seinem Genus entsprechend flektiert; außerdem gibt es innerhalb der Genera verschiedene Flexionsklassen.
Innerhalb des Paradigmas eines Substantivs gibt es jeweils vier Fälle (Kasus), die den vier deutschen Fällen Nominativ, Genitiv, Dativ und Akkusativ entsprechen; diese werden durch Anfügen einer Flexionsendung an den Wortstamm gebildet. Im Plural gibt es für Dativ (-um) (fast immer) und Genitiv (-a) (ausnahmslos) einheitliche Flexionsendungen, gleich welchem Genus sie angehören.
Als Beispiel für ein Maskulinum der starken Flexionsklasse M1 dient das Wort hestur „Pferd“:
| M1   | Singular | Plural |  | Singular  | Plural    |
| ---- | -------- | ------ |  | --------- | --------- |
| nom: | hestur   | hestar |  | hesturinn | hestarnir |
| akk: | hest     | hesta  |  | hestinn   | hestana   |
| dat: | hesti    | hestum |  | hestinum  | hestunum  |
| gen: | hests    | hesta  |  | hestsins  | hestanna  |

In der linken Hälfte der Tabelle wird das Wort ohne Artikel flektiert, in der rechten dagegen mit bestimmtem Artikel, der dem deutschen „das Pferd, des Pferdes etc.“ entspricht.
Einen unbestimmten Artikel gibt es im Isländischen nicht.
Ähnlich flektiert dalur „Tal“ aus M2, der sogenannten i-Klasse:
| M2   | Singular | Plural |  | Singular | Plural   |
| ---- | -------- | ------ |  | -------- | -------- |
| nom: | dalur    | dalir  |  | dalurinn | dalirnir |
| akk: | dal      | dali   |  | dalinn   | dalina   |
| dat: | dal      | dölum  |  | dalnum   | dölunum  |
| gen: | dals     | dala   |  | dalsins  | dalanna  |

Ein Beispiel für die Deklination starker Feminina ist borg „Stadt“:
| F1   | Singular | Plural |  | Singular    | Plural    |
| ---- | -------- | ------ |  | ----------- | --------- |
| nom: | borg     | borgir |  | borgin      | borgirnar |
| akk: | borg     | borgir |  | borgina     | borgirnar |
| dat: | borg     | borgum |  | borginni    | borgunum  |
| gen: | borgar   | borga  |  | borgarinnar | borganna  |

Folgende Regelmäßigkeiten treffen auf die meisten Deklinationen zu:
- der Akkusativ Singular eines Maskulinums entspricht seinem Stamm
- Nominativ und Akkusativ Singular sind – wie in allen indogermanischen Sprachen – bei Neutra aller Wortklassen identisch
- Nominativ und Akkusativ Plural sind bei Feminina und Neutra miteinander identisch, bei Maskulina nicht
- der Dativ Plural endet immer auf -um; mit dem bestimmten Artikel verschmilzt diese Endung zu -unum. Ausnahmen gibt es doch, wenn der Vokal „breit“ ist. Beispiele sind kýr (Kuh) mit Dativ Plural kúm, á (Fluss) mit Dativ Plural ám oder kló (Kralle) mit Dativ Plural klóm.
- der Genitiv Plural endet immer auf -a, mit bestimmtem Artikel auf -anna
- die Artikelflexion ist innerhalb eines Genus immer identisch (bis auf i-Einschübe, wenn zu viele Konsonanten aufeinandertreffen würden)

Ein weiteres Beispiel aus der Klasse der starken Neutra ist borð „Tisch“:
| N1   | Singular | Plural |  | Singular | Plural   |
| ---- | -------- | ------ |  | -------- | -------- |
| nom: | borð     | borð   |  | borðið   | borðin   |
| akk: | borð     | borð   |  | borðið   | borðin   |
| dat: | borði    | borðum |  | borðinu  | borðunum |
| gen: | borðs    | borða  |  | borðsins | borðanna |

Es zeigen sich Übereinstimmungen bei der Flexion von starken Maskulina und Neutra:
- die Endung für den Genitiv bzw. Dativ Singular ist -s bzw. -i. (Die Maskulina können jedoch die Genitivendung -ar haben, und mit dem -i im Dativ kann man bei Maskulina auch nicht rechnen).
- Sowohl im Singular als auch im Plural sind bei einem Neutrum Nominativ und Akkusativ identisch (wie in allen indogermanischen Sprachen).

#### u-Umlaut
Bei der Nominalflexion tritt im Isländischen der u-Umlaut auf. Dieser betrifft Substantive mit Stammvokal -a- unabhängig von ihrem Geschlecht; der Stammvokal wird dabei zu -ö- umgelautet, wenn ihm in der unbetonten Silbe (also in der Kasusendung) ein -u- nachfolgt; da dieses -u- jedoch im Laufe der isländischen Sprachgeschichte bereits geschwunden sein kann, merke man sich folgende Regel:
Der Umlaut a > ö tritt ein
- im gesamten Singular der starken Feminina außer im Genitiv
- im Nominativ und Akkusativ Plural der Neutra
- im Dativ Plural bei allen Genera

Beispiele für ein starkes Femininum der zuvor bereits gezeigten Klasse F1, vör „Lippe“, sowie ein starkes Neutrum der Klasse N1, land „Land“ sehen folgendermaßen aus (Umlaute sind fett hervorgehoben):
|      | Singular | Plural |  | Singular | Plural |
| ---- | -------- | ------ |  | -------- | ------ |
| nom: | vör      | varir  |  | land     | lönd   |
| akk: | vör      | varir  |  | land     | lönd   |
| dat: | vör      | vörum  |  | landi    | löndum |
| gen: | varar    | vara   |  | lands    | landa  |

Da u-Umlaut bei Feminina im Nominativ Singular auftritt und diese Form auch im Wörterbuch das Lemma bildet, ist dies bei der Flexion besonders zu beachten.

### Verben
Wie im Deutschen teilt sich das System der isländischen Verben in eine Gruppe starker Verben und eine Gruppe schwacher Verben. Es existieren dennoch einige Verben, die zwischen beiden Gruppen schwanken. Innerhalb der schwachen Verben gibt es vier Gruppen, von denen die größte W4, die sog. a-Klasse, ist. Als Beispiel sei das Paradigma von hjálpa „helfen“ aufgeführt: dabei ist dessen Themavokal -a-, die Endungen dahinter erscheinen kursiv:
| W4 | Präs. Sg.    | Präs. Pl.   |  | Prät. Sg.     | Prät. Pl.     |
| -- | ------------ | ----------- |  | ------------- | ------------- |
| 1) | ég hjálpa    | við hjálpum |  | ég hjálpaði   | við hjálpuðum |
| 2) | þú hjálpar   | þið hjálpið |  | þú hjálpaðir  | þið hjálpuð   |
| 3) | hann hjálpar | þeir hjálpa |  | hann hjálpaði | þeir hjálpuðu |

Hjálpa (Altisländisch hjalpa) war übrigens ursprünglich ein starkes Verb wie im Deutschen. Ein Rest davon befindet sich in dem Adjektiv (ursprünglich das Präteritum Perfekt) hólpinn, gerettet, geborgen.
In der linken Hälfte der Spalte finden sich die Indikativformen des Präsens, in der rechten die des Präteritums, welches bei Verben der Klasse W4 mit dem Suffix -að- (Singular) bzw. -uð- (Plural) gebildet wird.
Weiters ein Beispielverb der i-Klasse mit Themavokal -i- im Präsens Singular: reyna „versuchen“. Das Präteritalsuffix zeigt hier die Form -d-:
| W3 | Präs. Sg.   | Präs. Pl.  |  | Prät. Sg.   | Prät. Pl.   |
| -- | ----------- | ---------- |  | ----------- | ----------- |
| 1) | ég reyni    | við reynum |  | ég reyndi   | við reyndum |
| 2) | þú reynir   | þið reynið |  | þú reyndir  | þið reynduð |
| 3) | hann reynir | þeir reyna |  | hann reyndi | þeir reyndu |

Zur sog. Nullklasse der schwachen Verben gehört telja „zählen“, welches im Präteritum Rückumlaut e > a/ö zeigt. Diese Verben haben keinen Themavokal, zeigen jedoch j-Suffix im Präsens Plural:
| W1 | Präs. Sg.  | Präs. Pl.  |  | Prät. Sg. (Rückumlaut) | Prät. Pl. (Rückumlaut) |
| -- | ---------- | ---------- |  | ---------------------- | ---------------------- |
| 1) | ég tel     | við teljum |  | ég taldi               | við töldum             |
| 2) | þú telur   | þið teljið |  | þú taldir              | þið tölduð             |
| 3) | hann telur | þeir telja |  | hann taldi             | þeir töldu             |

Starke Verben flektieren wie die Klasse W1 im Präsens, zeigen jedoch, falls möglich Umlaut im Singular (a > e, o > e, ó > æ, ú > ý). Das Präteritum wird nicht mittels Dentalsuffix, sondern (wie im Deutschen) durch Ablautung des Stammvokals gebildet – als Beispiel taka „nehmen“ aus der 6. Gruppe (Ablautreihe) der starken Verben:
| S6 | Präs. Sg. (Umlaut) | Präs. Pl. |  | Prät. Sg. (Ablaut) | Prät. Pl. (Ablaut) |
| -- | ------------------ | --------- |  | ------------------ | ------------------ |
| 1) | ég tek             | við tökum |  | ég tók             | við tókum          |
| 2) | þú tekur           | þið takið |  | þú tókst           | þið tókuð          |
| 3) | hann tekur         | þeir taka |  | hann tók           | þeir tóku          |

Nicht aufgeführt sind die Konjunktivformen der einzelnen Verbklassen.
Eine detailliertere Übersicht der schwachen und starken Verben ist im isländischen Wiktionary zu finden.

### Adjektive
Im Isländischen existieren starke und schwache Adjektivdeklinationen, deren Wahl von der Determination des Substantives resp. der prädikativen Stellung des Adjektivs abhängt. Kasus, Numerus und Genus des Adjektivs sind mit denen des Substantives kongruent.
Die starke Deklination kann am Beispiel des Adjektivs veik- „krank“ in allen drei Genera demonstriert werden:
| Singular | maskulin | feminin | neutrum |
| -------- | -------- | ------- | ------- |
| nom:     | veikur   | veik    | veikt   |
| akk:     | veikan   | veika   | veikt   |
| dat:     | veikum   | veikri  | veiku   |
| gen:     | veiks    | veikrar | veiks   |

Wie bei den Personalpronomina wird auch bei den Adjektiven im Plural zwischen den Genera unterschieden; es gibt allerdings Einheitsendungen im Genitiv und Dativ:
| Plural | maskulin | feminin | neutrum |
| ------ | -------- | ------- | ------- |
| nom:   | veikir   | veikar  | veik    |
| akk:   | veika    | veikar  | veik    |
| dat:   | veikum   | veikum  | veikum  |
| gen:   | veikra   | veikra  | veikra  |

Die schwache Deklination entspricht im Singular den schwachen Substantivdeklinationen und kann am Beispiel des Adjektives rík- „reich“ gezeigt werden:
| Singular | maskulin | feminin | neutrum |
| -------- | -------- | ------- | ------- |
| nom:     | ríki     | ríka    | ríka    |
| akk:     | ríka     | ríku    | ríka    |
| dat:     | ríka     | ríku    | ríka    |
| gen:     | ríka     | ríku    | ríka    |

Die einheitliche Pluralendung aller Genera lautet in der schwachen Adjektivflexion u.
Vertiefend hierzu kann der Anhang zu Adjektiven im isländischen Wörterbuch genannt werden.

## Syntax

### Wortstellung
Isländisch ist wie alle skandinavischen Sprachen eine Verb-Zweit-Sprache auf der Basis einer Subjekt-Verb-Objekt-Abfolge. Im Unterschied zu den festlandskandinavischen Sprachen trifft man die Verbzweitform auch in den meisten Nebensätzen an (außer eingebetteten Fragesätzen).
Im Vergleich mit dem Deutschen sieht man, dass in Hauptsätzen die Verbzweitregel wie im Deutschen vorliegt, nur dass im Satzinneren im Isländischen die nicht vorangestellten Reste eine Abfolge „S-Aux-V-O-Adv“ bilden („Aux“ steht für das Hilfsverb), wogegen das Deutsche im Satzinneren nach den ersten beiden Positionen eine Restabfolge „S-Adv/O-V-Aux“ zeigt. Man vergleiche die folgenden Beispiele, wo die V2-Stellung jeweils durch das Hilfsverb („Aux“) eingenommen wird, da dieses das finite Verb ist:
|                                         | Isländisch                                            | Deutsch                                                                 |
| --------------------------------------- | ----------------------------------------------------- | ----------------------------------------------------------------------- |
| Hauptsatz: V2 mit Subjekt eingeleitet   | Nokkrir stúdentar höfðu séð þessa mynd í fyrra.       | „Einige Studenten hatten letztes Jahr diesen Film gesehen.“             |
|                                         | S – Aux – [ V – O – Adv]                              | S – Aux – [ Adv – O – V]                                                |
| Hauptsatz: V2 mit Adverbial eingeleitet | Í fyrra höfðu nokkrir stúdentar séð þessa mynd        | „Letztes Jahr hatten einige Studenten diesen Film gesehen“              |
|                                         | Adv – Aux – [S – V – O]                               | Adv – Aux – [S – O – V]                                                 |
| Hauptsatz: V2 mit Objekt eingeleitet    | Þessa mynd höfðu nokkrir stúdentar séð í fyrra        | „Diesen Film hatten einige Studenten letztes Jahr gesehen“              |
|                                         | O – Aux – [S – V – Adv]                               | O – Aux – [S – Adv – V]                                                 |
| Nebensatz mit Konjunktion + V2:         | Jón efast um að [á morgun fari María snemma á fætur]. | (i. S. v. „Hans bezweifelt, dass [morgen werde Maria früh aufstehen].“) |
|                                         | Conj. – Adv – Aux – [S – V – (Adv)]                   | (im Dt. nicht möglich)                                                  |

Im Isländischen gibt es auch, analog zum Deutschen, Partikelverben, die im Verbzweitsatz getrennt werden; siehe hierzu Partikelverb #Verb-Zweit-Sätze in skandinavischen Sprachen.

### Besondere Verwendungen der Kasus
Als Besonderheit der isländischen Sprache gilt die Erscheinung, dass Sätze gebildet werden können, in denen kein Nominativ vorkommt, sondern nur Akkusativ- bzw. Dativergänzungen stehen, oder wo ein Nominativ als rangniedrigeres Argument nach dem Dativ bzw. Akkusativ folgt. In solchen Fällen können Dativ- bzw. Akkusativergänzungen im Isländischen teilweise dann Subjekteigenschaften aufweisen; in der Linguistik wird dies auch als „quirky case“ bezeichnet. Die isländische Bezeichnung für solche Sätze ohne Nominativsubjekt ist ópersónuleg sögn, das heißt „unpersönliches Verb“.